# Thalictrum sachalinense
Thalictrum sachalinense là một loài thực vật có hoa trong họ Mao lương. Loài này được Lecoyer miêu tả khoa học đầu tiên.